# Saignes, Cantal
Saignes (okcitansko Sanha) je naselje in občina v osrednjem francoskem departmaju Cantal regije Auvergne. Leta 2008 je naselje imelo 918 prebivalcev.

## Geografija
Kraj se nahaja v pokrajini Auvergne 72 km severno od Aurillaca.

## Uprava
Saignes je sedež istoimenskega kantona, v katerega so poleg njegove vključene še občine Antignac, Bassignac, Champagnac, Madic, La Monselie, Le Monteil, Saint-Pierre, Sauvat, Vebret, Veyrières in Ydes s 6.223 prebivalci.
Kanton Saignes je sestavni del okrožja Mauriac.

## Zanimivosti
- romanska cerkev sv. Križa iz 12. stoletja.
- kapela Notre-Dame du Château iz 12. stoletja, francoski zgodovinski spomenik.